# Huelva (stacja kolejowa)
Huelva – stacja kolejowa w Huelvie, w regionie Andaluzja, w Hiszpanii. Znajdują się tu 2 perony.